# An Awful Moment
An Awful Moment és una pel·lícula muda d'una bobina de la Biograph dirigida per D. W. Griffith i protagonitzada per Harry Solter, Marion Leonard i Florence Lawrence entre d'altres. La pel·lícula, la número 75 de les filmades pel director, s'inspira el les pràctiques de les bandes italianes de la "mà negra". Es va estrenar el 18 de desembre de 1908. Aquesta pel·lícula ja mostra com des de les seves primeres pel·lícules Griffith era capaç de plantejar situacions de tensió per a l'espectador amb pocs mitjans. La biblioteca del Congrés dels Estats Units en conserva una còpia.

## Argument
El jutge Mowbray condemna Matteo Rettazzi cosa que provoca la protesta de la seva esposa Fiammetta que promet venjar-se. És el dia de Nadal i quan el jutge torna a casa Fiammetta el segueix i s'enfila per la façana fins entrar per una finestra. La família, amb la seva filla, està preparant els regals, la dona un fusell per al jutge, el jutge un abric de pells per a la seva esposa. Fiammetta, porta un punyal i pensa assassinar el jutge però després decideix que primer s'ocuparà de la família. Per això, entra d'amagat a la cambra on dorm la dona amb la seva filla i l'estaborneix amb el gas de la làmpada. Després la lliga a una cadira, l'emmordassa i amb el fusell prepara una trampa per tal de quan el jutge entri a l'habitació el fusell es dispari i mati la dona. Mentre la dona es troba sotmesa a la tensió de veure que morirà, a l'altra cambra el jutge i Fiammetta es barallen i aquest aconsegueix immobilitzar-la. Quan va a avisar la seva dona, sortosament, abans que aquest entri la nena es s'ha despertat i ha aconseguit alliberar la seva mare. Fiammetta és detinguda.

## Repartiment
- George Gebhardt (Matteo Rettazzi / policia)
- Marion Leonard (Fiammetta, esposa de Matteo)
- Harry Solter (jutge Mowbray)
- Florence Lawrence (Mrs. Mowbray)
- Gladys Egan (filla dels Mowbray)
- Linda Arvidson (criada)
- Kate Bruce
- Gertrude Robinson (assistent al judici)
- Mack Sennett (assistent al judici)
- Florence Barker
- Dorothy Bernard
- Charles Gorman
- Dorothy West
- Tom Moore